# Patric Young
Pour les articles homonymes, voir Young.
Patric Young, né le 1er février 1992, à Jacksonville, en Floride, est un joueur américain de basket-ball. Il évolue au poste de pivot.

## Biographie
Young fait sa carrière universitaire dans l'équipe des Gators de la Floride. Il n'est pas choisi lors de la Draft 2014 de la NBA mais intègre toutefois l'effectif des Pelicans de La Nouvelle-Orléans (NBA) pour la Summer League. Young obtient un contrat avec les Pelicans au début de la saison 2014. Il ne joue aucun match en saison régulière et est licencié fin novembre,. En décembre 2014, il rejoint Galatasaray jusqu'à la fin de la saison 2014-2015.
En juillet 2015, Young rejoint l'Olympiakós où il signe un contrat de 2 ans.
Il rejoint ensuite l'Olimpia Milan mais souvent blessé il n'apparait dans aucune rencontre et est licencié en février 2018.

## Palmarès
- Champion des Amériques 2010